# Чернышёв, Дмитрий Анатольевич
Дмитрий Анатольевич Чернышёв (род. 29 сентября 1975, Омск, СССР) — российский пловец. Чемпион Европы 2000 года. Участник Олимпийских игр в Сиднее. Заслуженный мастер спорта России.
Чернышёв учился в омской школе № 134, а затем в Омском государственном училище олимпийского резерва. Тренерами спортсмена были Ирина Костерина, Наталья Рощина, Валерий Бачин. В 1998 году Чернышёв становится членом сборной России по плаванию.